# Andrew Gemmell
Andrew Gemmell (* 20. Februar 1991 in Columbia, Maryland) ist ein Schwimmer aus den Vereinigten Staaten. Er gewann bei Weltmeisterschaften im Freiwasser einmal Gold und einmal Silber.

## Sportliche Karriere
Andrew Gemmell schwamm während seines Studiums an der University of Georgia für deren Sportteam.
2008 wurde Gemmell Juniorenweltmeister über 400 Meter Lagen. 2009 bei den Weltmeisterschaften in Rom erreichte Gemmell im Freiwasser den fünften Platz über 5 Kilometer. Über 10 Kilometer wurde er Zweiter hinter dem Deutschen Thomas Lurz. Bei den Pan Pacific Championships 2010 belegte Gemmell den fünften Platz über 1500 Meter Freistil.
2011 bei den Weltmeisterschaften in Shanghai siegte die Mixed-Mannschaft mit Andrew Gemmell, Sean Ryan und Ashley Twichell knapp vor dem australischen Team. Über 5 Kilometer belegte Gemmell den fünften Platz. 2012 bei den Olympischen Spielen in London schwamm Gemmell die neunte Vorlaufzeit über 1500 Meter Freistil mit anderthalb Sekunden Rückstand auf den Achten, der gerade noch das Finale erreichte.
Bei den Weltmeisterschaften 2013 in Barcelona wurde Gemmell 13. über 5 Kilometer. Im Mixed-Team erreichten Haley Anderson, Sean Ryan und Andrew Gemmell den sechsten Platz. Bei den Pan Pacific Championships 2014 siegte Gemmell über 10 Kilometer. Im Jahr darauf wurde Gemmell bei den Panamerikanischen Spielen in Toronto über 1500 Meter Zweiter hinter dem Kanadier Ryan Cochrane. 2017 nahm Gemmell noch einmal an Weltmeisterschaften teil und belegte den 17. Platz über 5 Kilometer.

## Familie
Andrews Vater Bruce Gemmell war Katie Ledeckys erster Trainer und gehörte bei den Olympischen Spielen 2016 zum Trainerstab des US-Schwimmteams. Andrews Mutter Barbara Harris nahm zweimal an den US-Olympiatrials teil. Andrews jüngere Schwester Erin Gemmell war Olympiateilnehmerin 2024.